# 홀렌데르 필리프
홀렌데르 필리프(헝가리어: Holender Philip, 세르비아어: Филип Холендер 필리프 홀렌데르, 1994년 7월 27일 ~ )는 버셔시에서 공격수로 뛰고 있는 헝가리의 프로 축구 선수이다.

## 구단 경력

### 부다페스트 혼베드
부다페스트 혼베드에서 선수 생활을 하는 동안 홀렌데르는 159경기에서 30골을 넣었다.

### 루가노
2019년 7월 21일, 홀렌데르는 루가노에서 취리히와의 2019-20년 스위스 슈퍼리그 원정 경기에서 4-0으로 승리하며 첫 경기를 치렀다. 2019년 8월 25일, 장크트갈렌 키분파르크에서 그는 5번째 경기 날에 장크트갈렌을 상대로 2골을 넣었지만, 루가노는 3-2로 졌다.

### 파르티잔
10월 초, 홀렌데르는 세르비아 팀인 파르티잔에 임대 계약에 동의했다.

## 국가대표팀 경력
홀렌데르는 세르비아 몬테네그로의 크라구예바츠(현재 세르비아)에서 태어났으며, 할아버지는 헝가리인이었다. 그는 헝가리 국가대표로 결정하였고, 2014년 9월 8일, 헝가리 U-21 국가대표팀에 데뷔하였다.
2018년 11월 18일, 핀란드와의 2018-19년 UEFA 네이션스리그 C 경기에서 헝가리 국가대표팀 데뷔 전을 치렀다.
2019년 9월 5일, 몬테네그로 포드고리차의 스타디온 포드 고리촘에서 열린 몬테네그로와의 친선 경기에서 첫 골을 기록했다.
2021년 6월 1일, 홀렌데르는 UEFA 유로 2020 대회에 헝가리 국가대표로 최종 26인 명단에 포함되었다.